# 토후국
토후국(土侯國) 또는 군장국(君長國), 아미르국(아랍어: إمارة, إمارات 이마라[*], 복수: إمارات 이마라트[*])은 이슬람 문화권에서 아미르가 통치하는 나라 또는 지역이다. 기독교 문화권의 공국에 해당한다.

## 어원
군장에 해당하는 아미르(에미르)가 통치하는 나라라고 하여 아미르국(에미르국)이라고도 하며 아랍어로는 이마라트(아랍어: إمارة, إمارات 이마라[*], 복수: إمارات 이마라트[*])라고 한다. 대한민국에서는 과거 일본에서 土侯国 도코코쿠[*]라 부르던 것을 그대로 한국어로 훈독하여 토후국으로 일부 쓰고 있으나 이후 일본에서는 ‘토후’라는 말이 멸시적인 뜻을 담고 있다고 하여 ‘수장국’(首長国 슈초코쿠[*])으로 바꿔 쓴다. 조선민주주의인민공화국에서는 과거 중국에서 酋長國 츄장궈[*]라 부르던 것을 그대로 한국어로 훈독하여 추장국으로 쓰고 있다.

## 목록

### 현재
- 쿠웨이트 (빨간색) (1757년-현)
- 카타르 (초록 계열) (1878년-현)
- 아랍에미리트 (1971년-현)
  - 두바이 토후국 (두바이)
  - 라스알카이마 토후국 (라스알카이마) (1972년 2월-)
  - 샤르자 토후국 (샤르자)
  - 아부다비 토후국 (아부다비)
  - 아지만 토후국 (아지만)
  - 움알쿠와인 토후국 (움알쿠와인)
  - 푸자이라 토후국 (푸자이라)
- 아프가니스탄 이슬람 토후국 (1996년-2001년, 2021-, 탈레반 치하)

### 과거

#### 이베리아 반도
- 코르도바 토후국 (756년-929년, 929년 칼리프화)
- 바다호스 토후국 (1009년-1151년)
- 알메리아 토후국 (1013년-1091년)
- 헤레스 토후국 (1145년-1147년)
- 그라나다 토후국 (1228년-1492년)

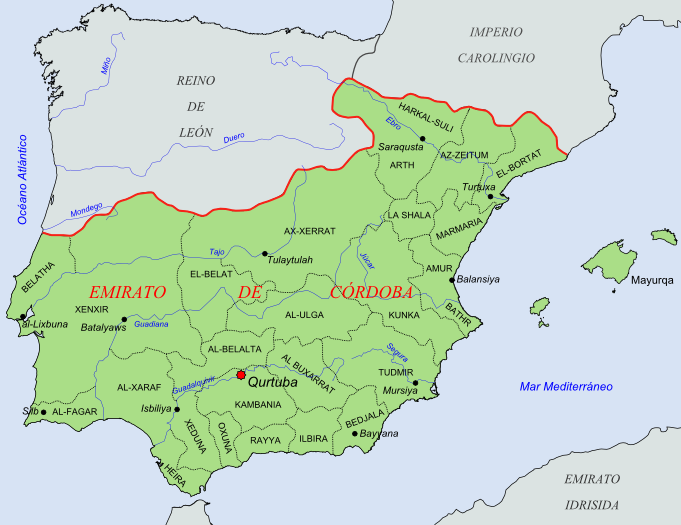
코르도바
바다호스
그라나다

#### 지중해
- 크레타 토후국 (824년-827년; 828년-961년)
- 바리 토후국 (847년-871년)
- 말타 토후국 (870년-1091년)
- 시칠리아 토후국 (965년-1072년)

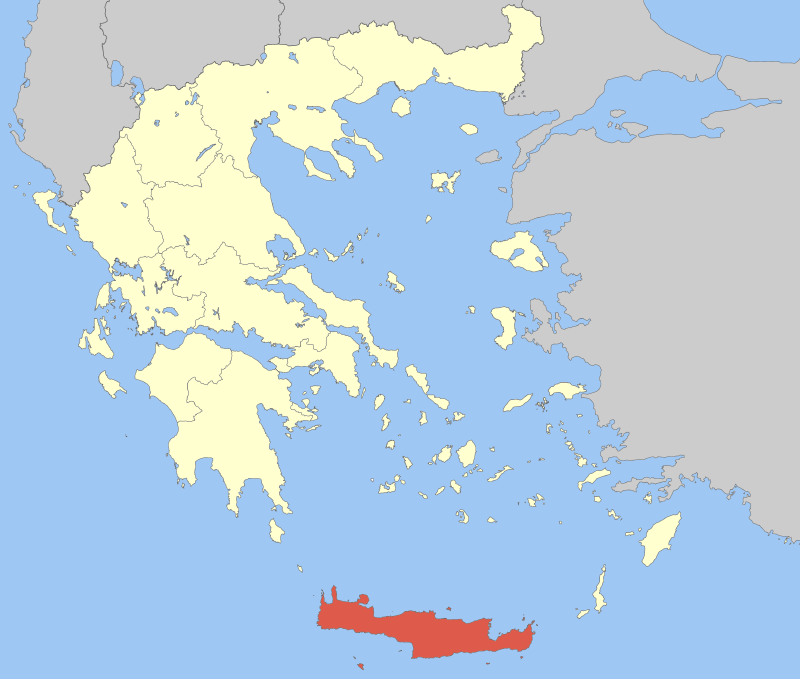
크레타
이탈리아의 1000년 지도. 아래가 시칠리아 토후국이다.

#### 캅카스
- 다르반드 토후국 (869년-1075년)
- 아르메니아 토후국 (637년-884년)
- 트빌리시 토후국 (736년-1080년; 명목상으로는 1122년까지)
- 북캅카스 토후국 (1919년-1920년)
- 이마리트 캅카스[1] (2007년-)

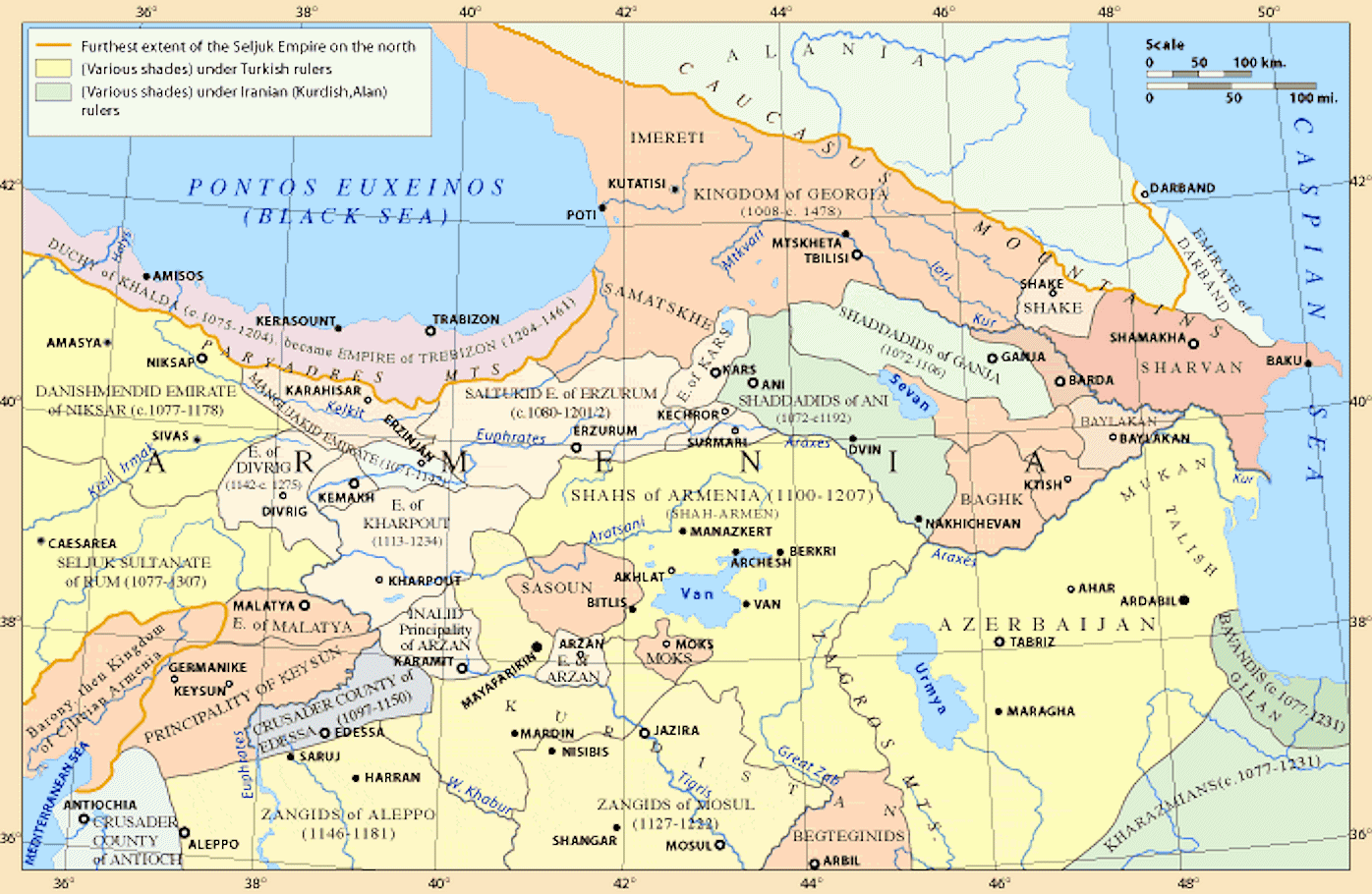
다르반드
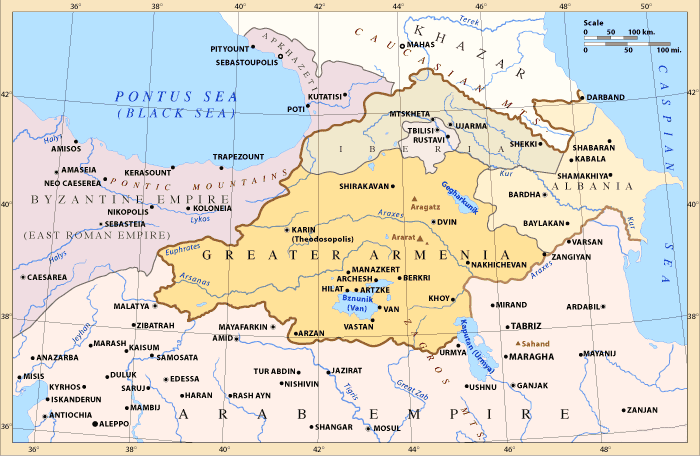
아르메니아

#### 근동
- 모술 토후국 (905년-1096년; 1127년-1222년; 1254년-1383년; 1758년-1918년)
- 멜리테네 토후국 (9세기 중반-934년)
- 아미다 토후국 (983년-1035년)
- 카라만 토후국 (1250년-1487년)
- 오스만 제국 (술탄이 등장하기 전까지 1299년부터 1383년까지 사실상 토후국의 역할을 하고 있었다)
- 아이딘 토후국 (오구즈 튀르크인들이 나라를 구성하였으며 14세기부터 1390년까지 토후국이었다)
- 둘카디르 토후국 (1337년-1552년)
- 라마잔 토후국 (1352년-1608년)
- 티무르 토후국 (티무르 왕조 전후 1526년-1550년)
- 소란 토후국 (1816년-1835년)
- 주바이르 (19세기 당시 이라크)
- 트란스요르단 (1918년-1946년)

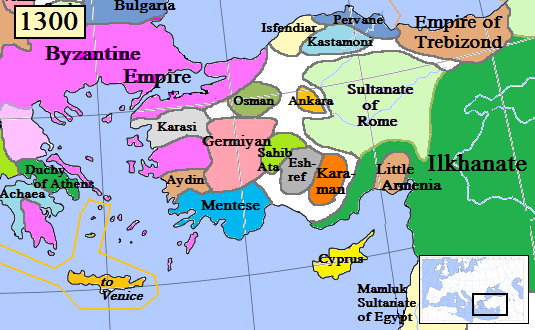
"Osman"이 오스만 제국이다
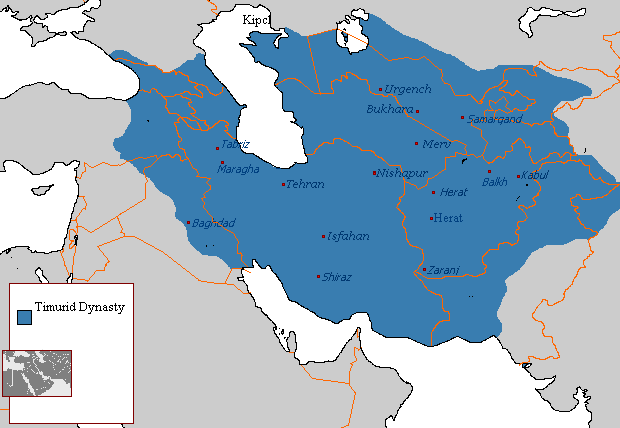
티무르 지도 하의 티무르 왕조
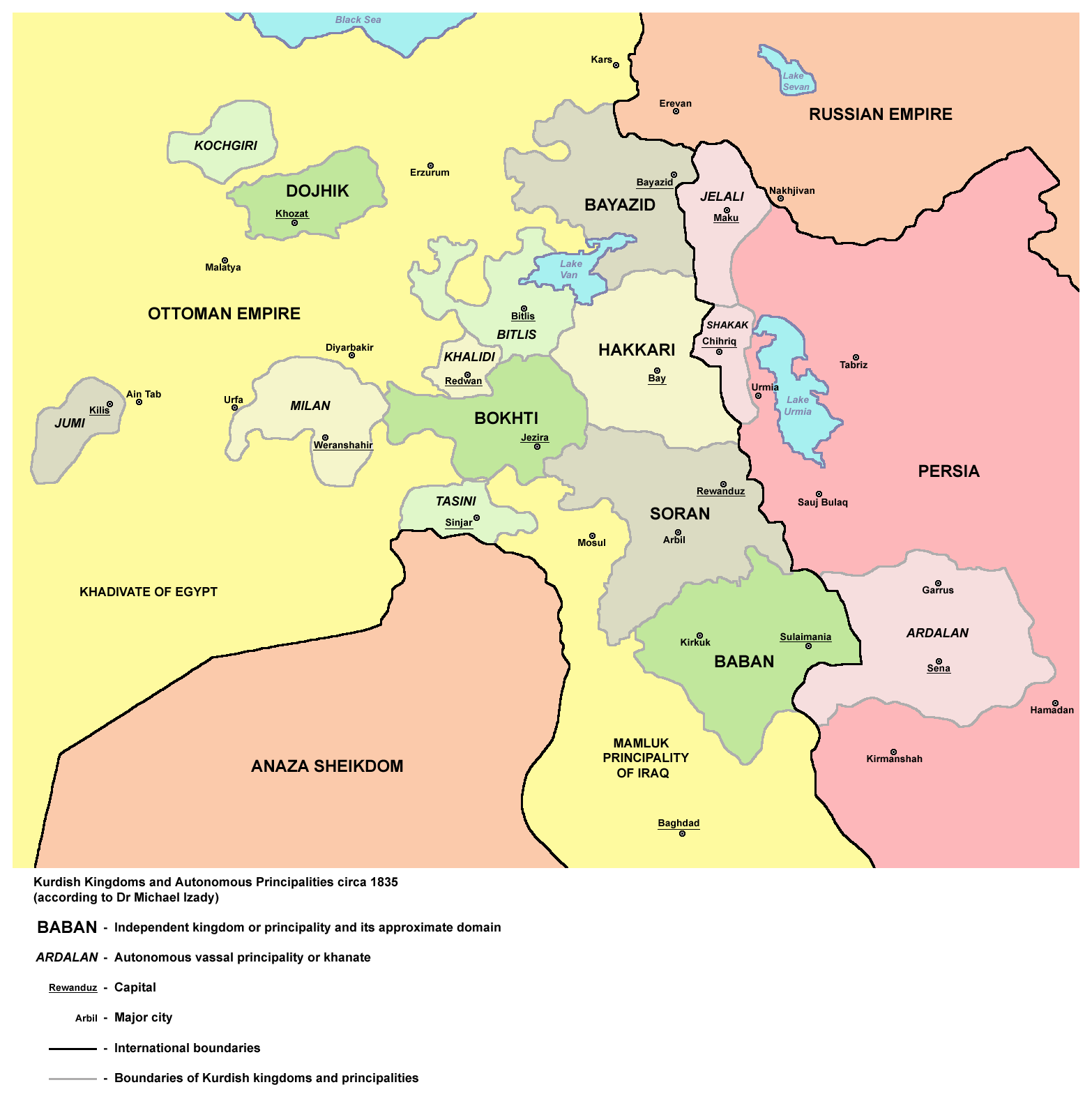
소란
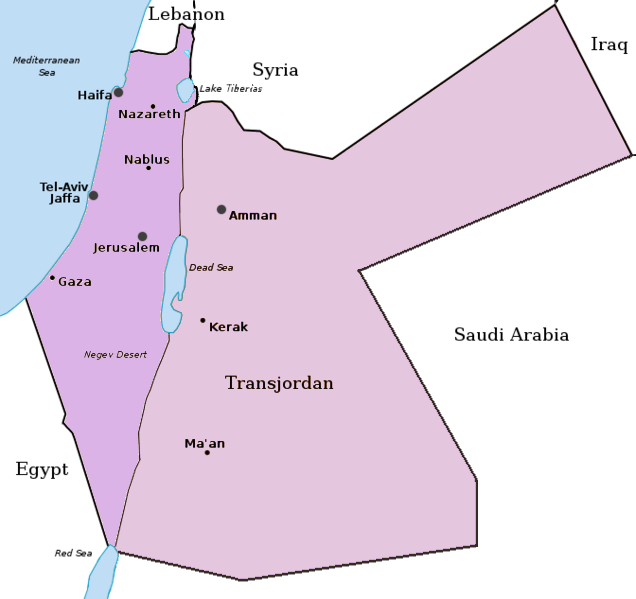
트란스요르단

#### 아라비아 반도
- 우유니드 토후국 (1076년–1253년)
- 베이한 토후국 (1680년-1967년)
- 디리야 토후국 (1744년-1818년)
- 네지드 토후국 (1818년-1891년)
- 달라 토후국 (19세기 초-1967년)
- 자발 샴마르 토후국 (1836년-1921년)
- 네지드-하사 토후국 (1902년–1921년)
- 아시르 이드리드 토후국 (1906년–1934년)
- 메카 토후국 (1916년–1924년)
- 바레인 토후국, (1971년-2002년)
- 알카에다 아라비아반도 지부 내 영토 (예멘)
- 사우디아라비아의 토후국 (13개 주)

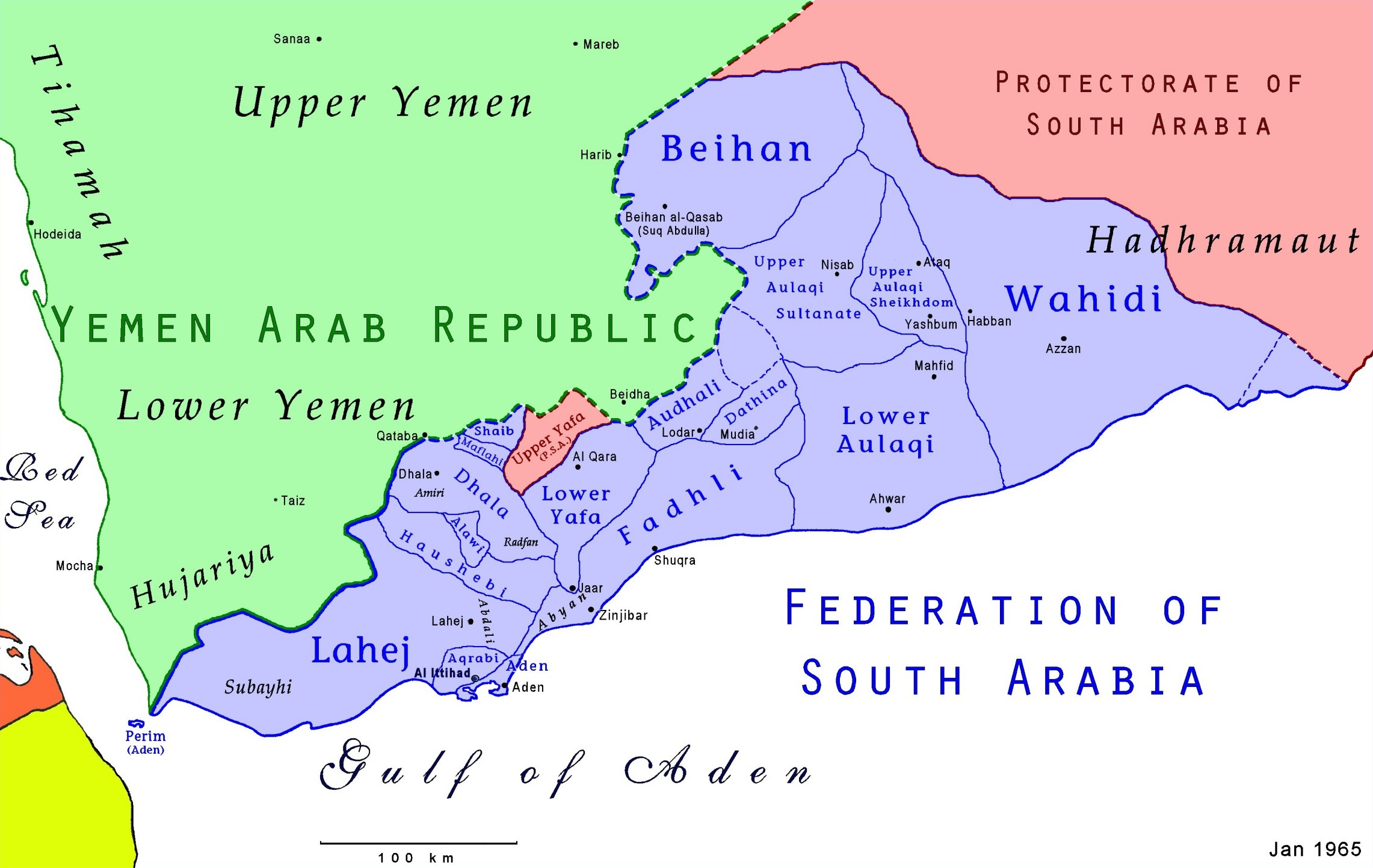
베이한과 달라
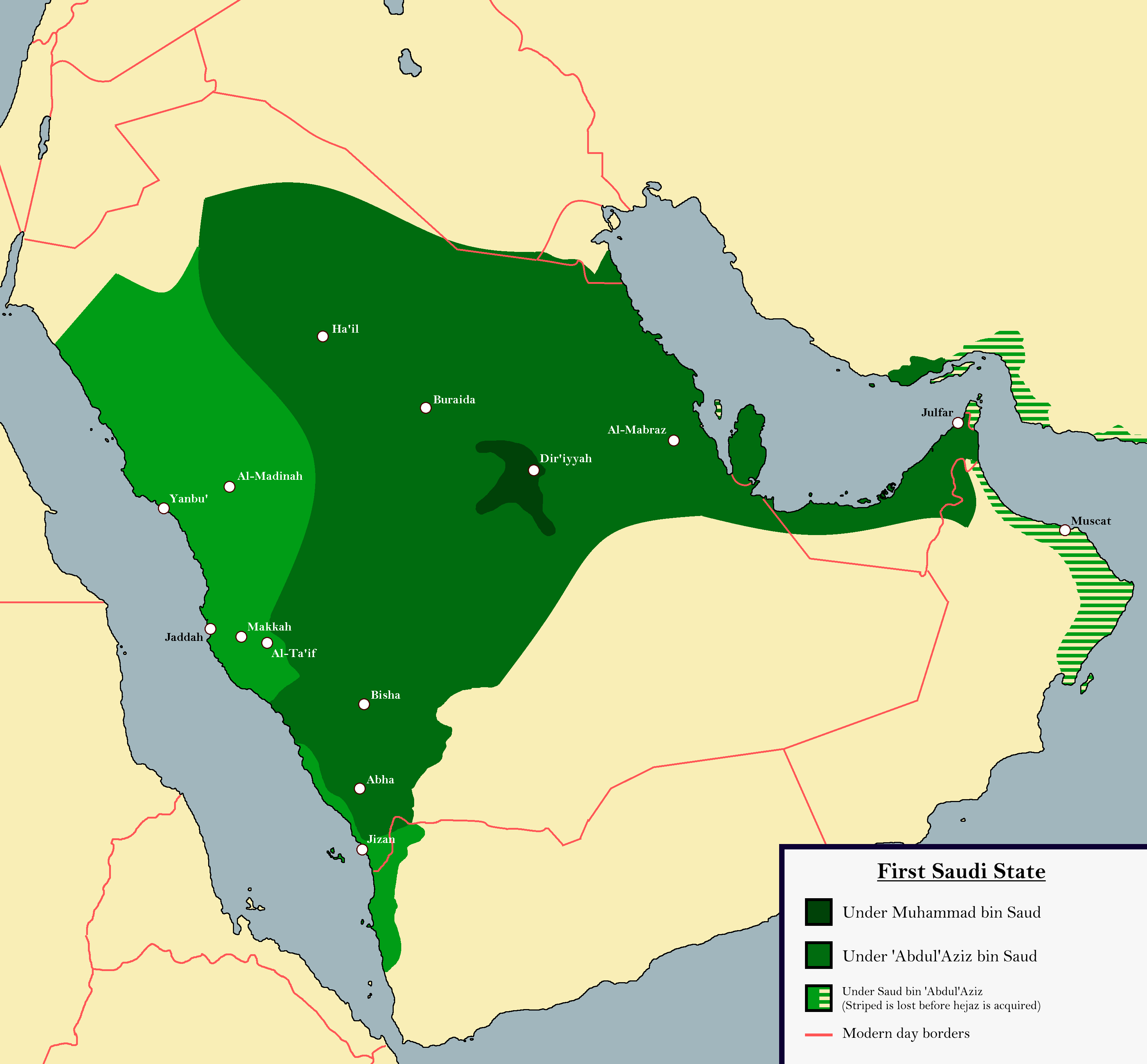
디리야
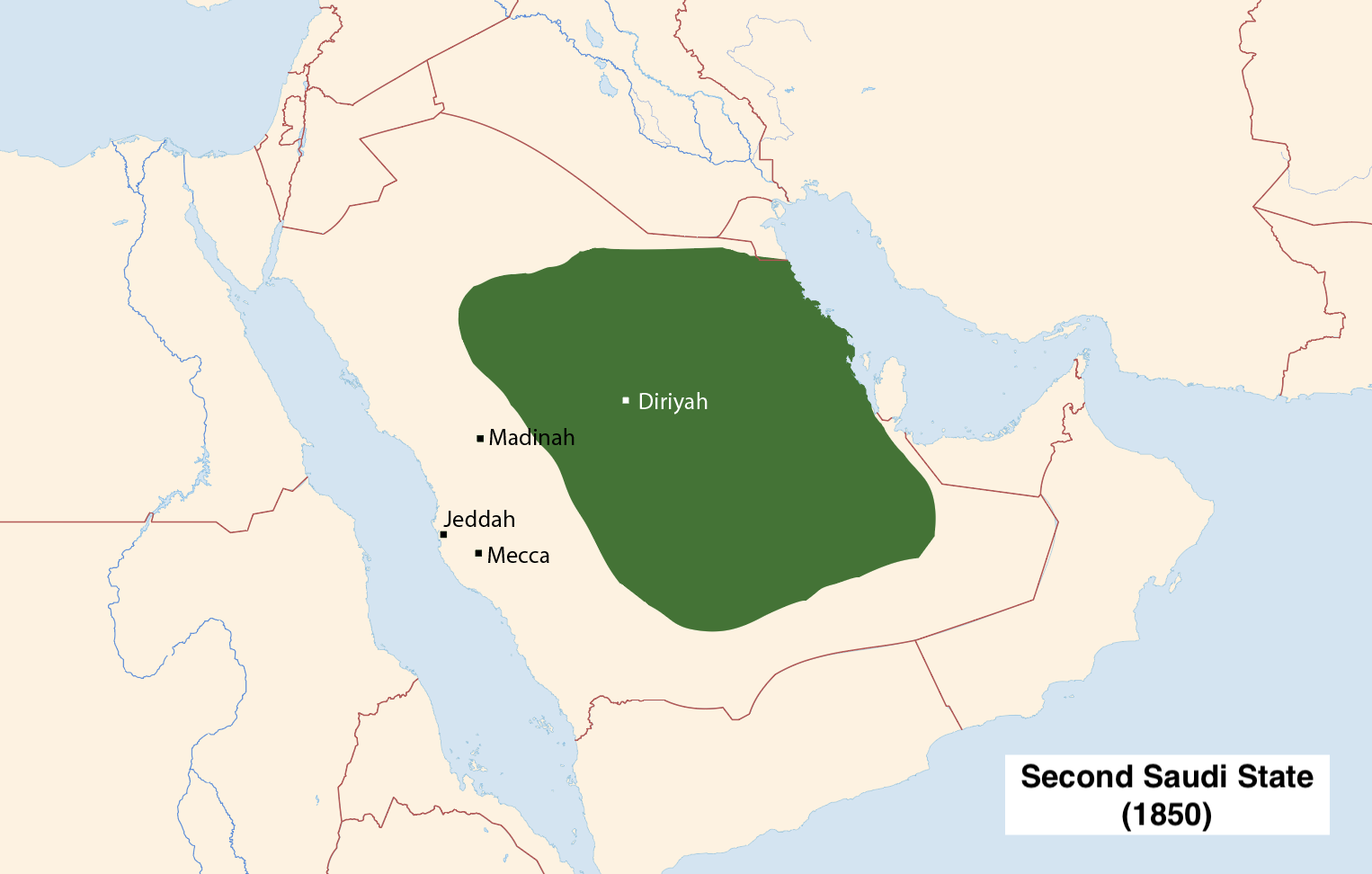
네지드
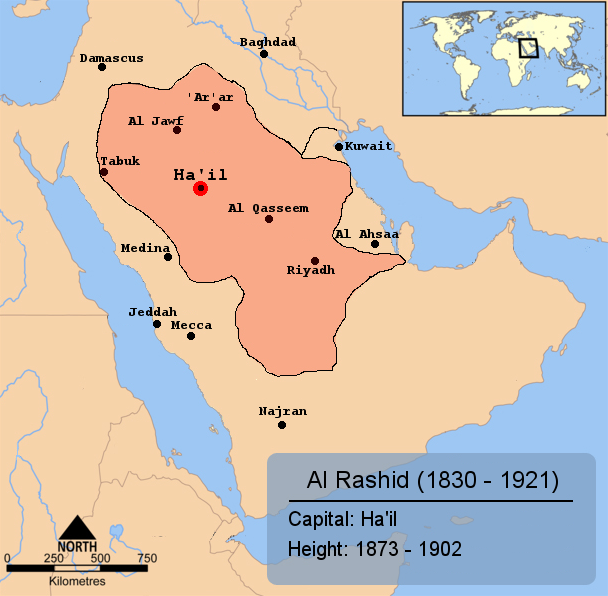
자발 샴마르
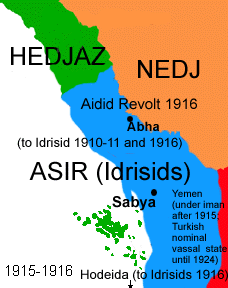
아시르
바레인
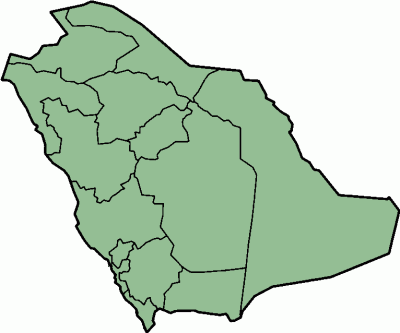
사우디아라비아의 주

#### 중앙아시아 및 인도
- 부하라 토후국 (1785년-1920년)
- 아프가니스탄 토후국 (1823년-1929년)
- 코탄 토후국 (1933년까지였으며 나중에 동튀르키스탄 제1공화국이 됨)
- 와지리스탄 이슬람 토후국 (2004년-2014년, 해체)

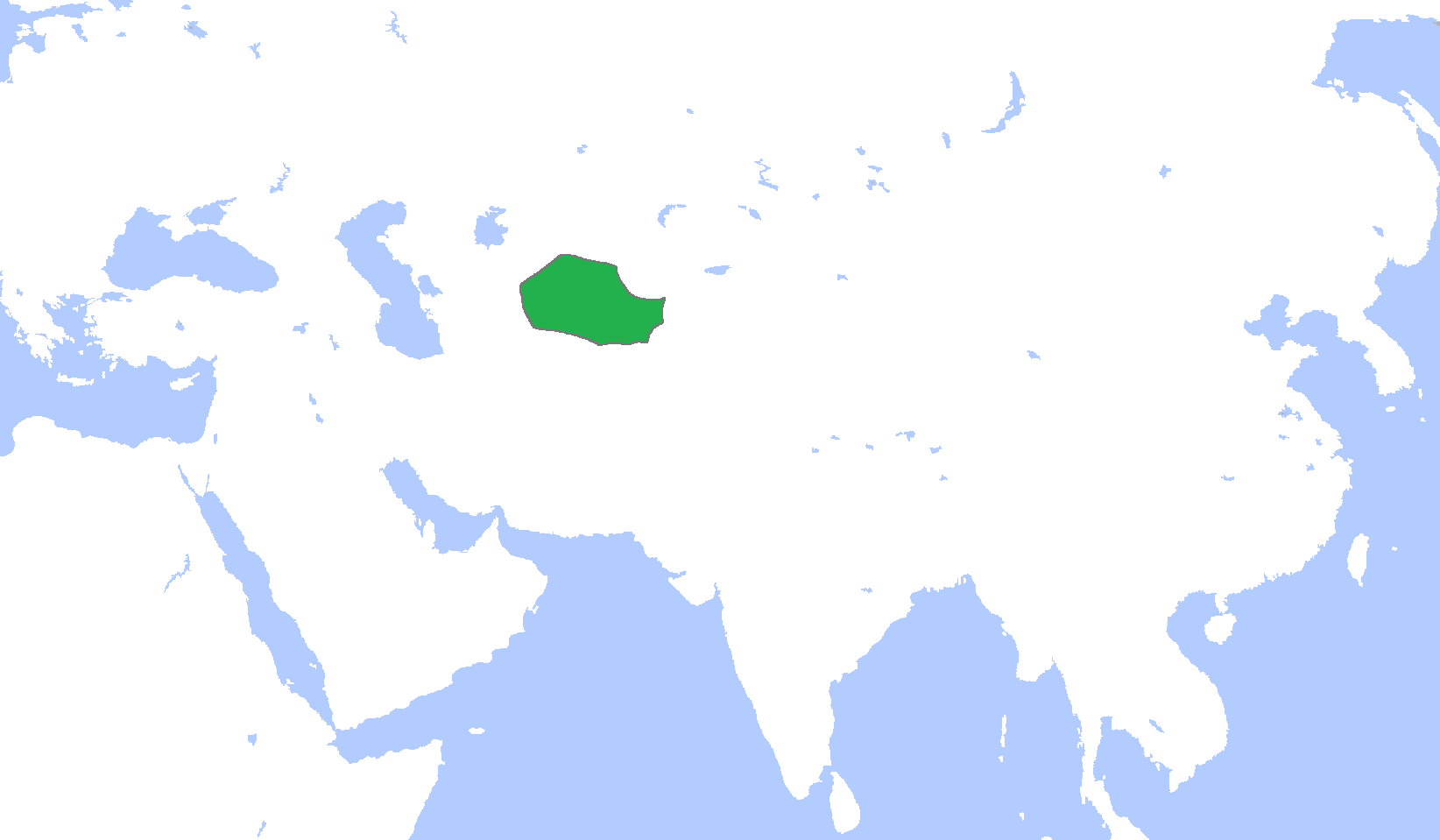
부하라
아프가니스탄 토후국
코탄, 현재는 허톈시라고 부름
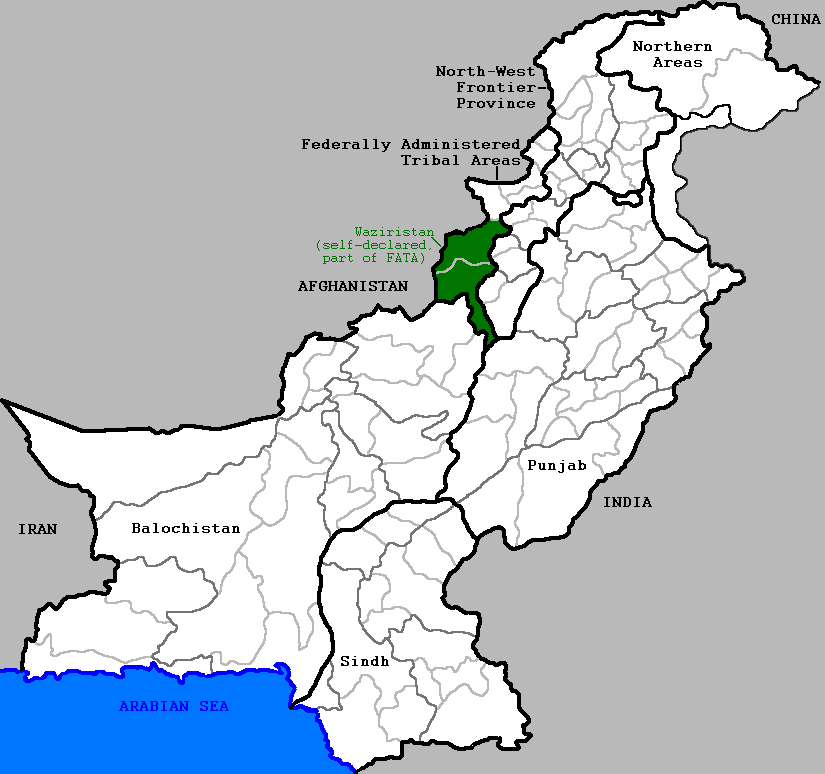
와지리스탄

#### 북아프리카
- 네코르 토후국 (710년-1019년)
- 아글라브 토후국 (800년-809년)
- 튀니스 토후국 (1229년-1574년)
- 잡 토후국 (1400년 초)
- 트라르자 토후국 (1640년-1902년)
- 하라르 토후국 (1647년-1887년)
- 키레나이카 토후국 (1949년-1951년, 나중에 리비아 왕국로 흡수)

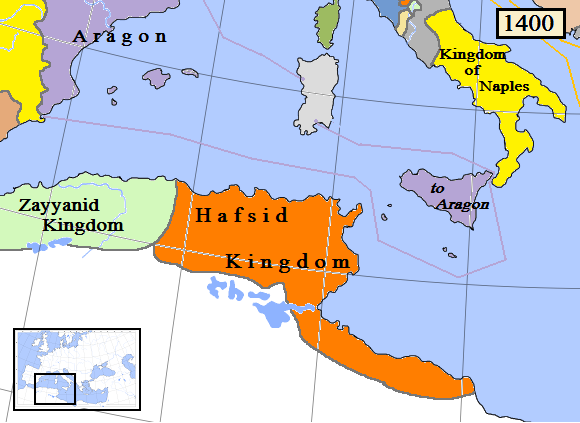
하프스 치하의 이프키리야
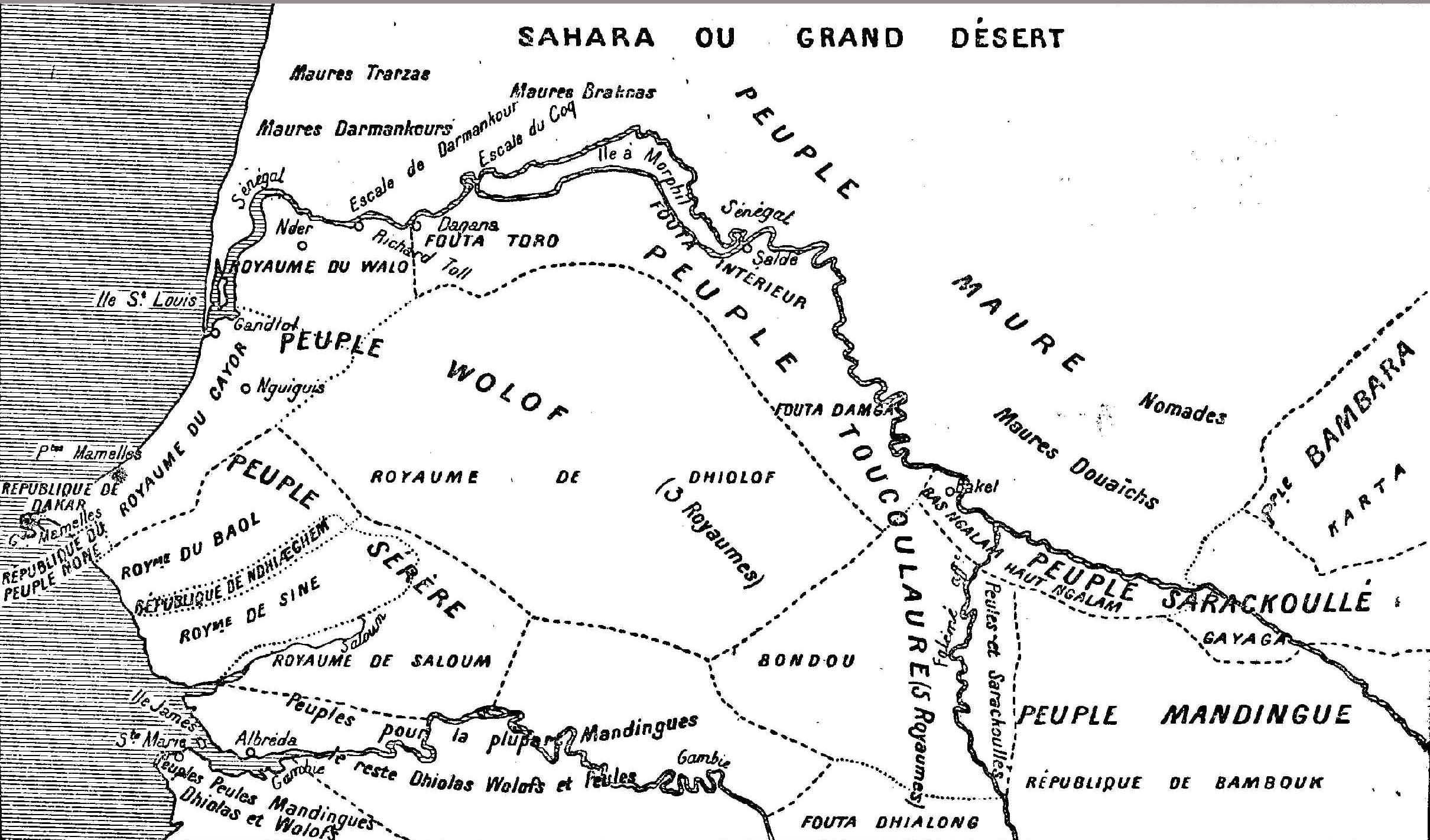
트라르자
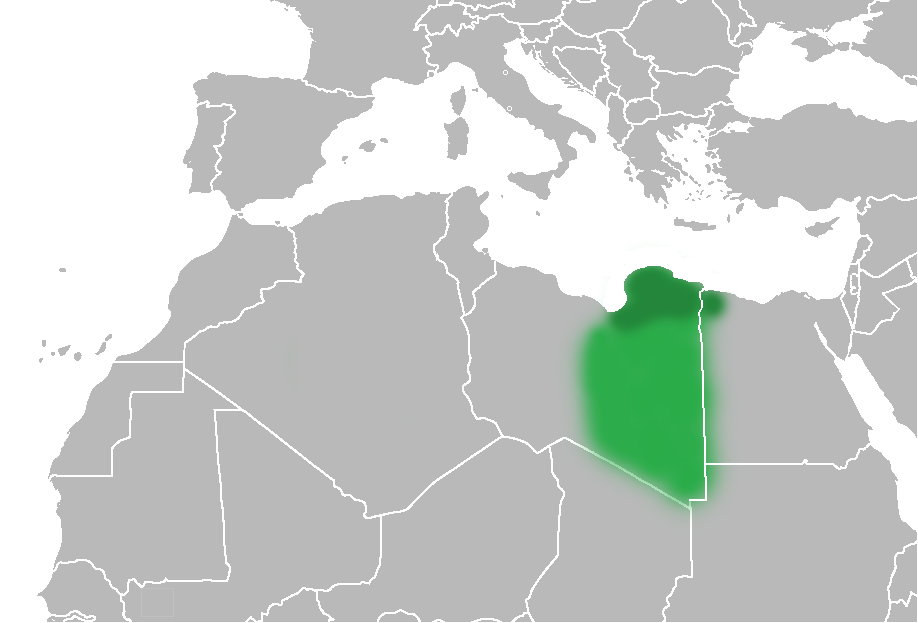
키레나이카

#### 나이지리아
나이지리아의 토후국은 과거에 많이 존재했었던 역사적인 형태였으며 현재는 거의 대부분 흡수된 상태이다.
- 피카 토후국
- 관두 토후국
- 케비 토후국
- 보르구 토후국
- 구멜 토후국
- 야우리 토후국
- 곰베 토후국
- 카노 토후국
- 바우치 토후국
- 다우라 토후국
- 카타굼 토후국
- 자리아 토후국
- 포티스쿰 토후국
- 아다마와 토후국
- 일로린 토후국
- 무리 토후국
- 카자우레 토후국
- 라파이 토후국
- 술레이아 토후국
- 아가이에 토후국
- 비다 토후국
- 콘타고라 토후국
- 보르노 토후국
- 디쿠와 토후국
- 비우 토후국

## 같이 보기
- 아랍 제국
- 칸국